# Lum Zhaveli
Lum Zhaveli, född 5 mars 1990, är en kosovansk simmare.
Zhaveli tävlade för Kosovo vid olympiska sommarspelen 2016 i Rio de Janeiro, där han blev utslagen i försöksheatet på 50 meter frisim.